# Bataille de Temzezdekt
 (juin 2025).
La bataille de Temzezdekt a lieu en 1327, près de la forteresse de Temzezdekt, non loin de la ville de Béjaïa en Algérie. Elle oppose les troupes du sultan hafside Abu Yahya Abu Bakr al-Mutawakkil sous les ordres de son général Abou Abdallah Ibn Séïd en-Nas face à l'armée du sultan zianide Abû Tâshfîn commandé par Moussa Ibn Ali.

## Contexte
En 1326, le sultan zianide Abû Tâshfîn ordonne à Moussa Ibn Ali Al-Kurdi, commandant de son armée, d'envahir les territoires hafsides. Ce dernier attaque Constantine et dévaste les contrées voisines, puis se tourne vers Béjaïa et l'assiège. Cependant, il lève le camp peu de temps après afin de trouver une meilleure position depuis laquelle assiéger la ville ; c'est dans un endroit dénommé Souk-el Khamis, dans la vallée de Bejaïa, que le général zianide décide de construire une forteresse afin de poursuivre le blocus sur Béjaïa. Cette forteresse est achevée en quarante jours et prend le nom de Temzezdekt.

## Déroulement
En 1327, le sultan hafside Abu Yahya Abu Bakr al-Mutawakkil envoie une armée sous les ordres d'Abou Abdallah Ibn Séïd en-Nas, commandant et général de la ville de Béjaïa, contre la forteresse de Temzezdekt. Moussa Al-Kurdi apprend leur approche et rassemble ses troupes, les deux armées se rencontrant près de la forteresse et la bataille s'achevant par une défaite des Hafsides,.

## Conséquences
La défaite d'Abou Abdallah entraîne la prise de son camp par les Zianides et la mort du chef des convertis chrétiens qui gardaient la port du souverain de Tunis, Dafer el-Kebir. Abou Abdallah s'enferme ensuite derrière les portes de Béjaïa.